# Arnas Fedaravicius
Arnas Fedaravicius (Vilnius, 21 giugno 1991) è un attore lituano.

## Biografia
Arnas Fedaravičius si è laureato all'Accademia Lituana di Musica e Teatro. Il suo primo ruolo al cinema è stato quello di Kolima, il protagonista, nel film Educazione siberiana, a fianco a John Malkovich, Vilius Tumalavicius e Eleanor Tomlinson. Il film è uscito il 28 febbraio 2013 in Italia ed è stato nominato a 11 premi David di Donatello. Dal 2017 al 2022 ha interpretato Sihtric nella serie televisiva di BBC e Netflix The Last Kingdom. Nel 2023 entra nel cast ricorrente della serie di Amazon MGM Studios La Ruota del Tempo. Nel 2025 è nel cast della terza stagione di The White Lotus.

## Vita privata
Arnas è affetto da eterocromia: l'occhio sinistro è verde/grigio, mentre l'occhio destro è marrone.

## Filmografia

### Cinema
- Revolution Theory, regia di Titas Sudzius – cortometraggio (2013)
- Educazione siberiana, regia di Gabriele Salvatores (2013)
- The Last Kingdom - Sette re devono morire (The Last Kingdom: Seven Kings Must Die), regia di Edward Bazalgette (2023)

### Televisione
- Tjockare än vatten – serie TV, 7 episodi (2016)
- The Last Kingdom – serie TV, 40 episodi (2017-2022)
- La Ruota del Tempo (The Wheel of Time) – serie TV, 4 episodi (2023)
- Shetland – serie TV, episodi 8x01-8x02 (2023)
- The White Lotus – serie TV, 8 episodi (2025)

### Doppiatore
- Total War: Thrones of Britannia – videogioco (2018)
- Total War: Warhammer III – videogioco (2022)

## Doppiatori italiani
Nelle versioni in italiano delle opere in cui ha recitato, Arnas Fedaravicius è stato doppiato da:
- Sacha De Toni in The Last Kingdom, The Last Kingdom - Sette re devono morire
- Emiliano Coltorti in Educazione siberiana
- Mirko Cannella ne La Ruota del Tempo
- Emanuele Ruzza in The White Lotus